# Rachiv
Rachiv (Oekraïens: Рахів, [ˈrɑxiu̯]; Russisch: Рахов; Roetheens: Рахово; Hongaars: Rahó, Duits: Rauhau; Roemeens: Rahău; Slowaaks: Rachov) is een stad in Oekraïne (Oblast Transkarpatië), ligt op enkele kilometers van de Roemeense grens en telt 15.372 inwoners op 1 januari 2015. De stad ligt aan de Tisza. De stad is het administratieve centrum van het rayon Rachiv.. Verder is het de hoofdplaats van de gelijknamige gemeente Rachiv
De stad kent een Hongaarse minderheid van 1.829 personen sterk (circa 12 procent van de bevolking). Tot 1920 hoorde de stad samen met de rest van de oblast Transkarpatië tot Hongarije. De Hongaarse gemeenschap heeft beschikking over een eigen basisschool die gevestigd is in een gebouw van de plaatselijke Hongaarstalige Rooms-Katholieke Kerk.
Sommige bronnen vermelden Rachiv als geografisch middelpunt van Europa. Het zou liggen bij het dorp Kruhyli alwaar in de tijd van Oostenrijk-Hongarije een obelisk werd opgericht.

## Bevolkingssamenstelling
Verdeling van de bevolking naar nationaliteit volgens de volkstelling van 2001:
- Oekraïners 89,88%
- Hongaren 6,93%
- Russen 2,12%
- anderen/niet gespecificeerd 1,07%